# Championnats d'Indonésie de cyclisme sur route
Les championnats d'Indonésie de cyclisme sur route sont les championnats nationaux de cyclisme sur route organisés par la Fédération cycliste d'Indonésie.

## Hommes

### Podiums de la course en ligne
| Année | Vainqueur             | Deuxième              | Troisième            |
| ----- | --------------------- | --------------------- | -------------------- |
| 2008  | Parno Parno           | Ryan Ariehaan         | Patria Rastra        |
| 2013  | Aiman Cahyadi         | Patria Rastra         | Warseno Warseno      |
| 2014  | Endra Wijaya          | Sugianto Sugianto     | Elan Riyadi          |
| 2018  | Abdul Gani            | Jamalidin Novardianto | Selamat Juangga      |
| 2019  | Jamalidin Novardianto | Jamal Hibatullah      | Andreas Purnama      |
| 2020  | Pas organisé          | Pas organisé          | Pas organisé         |
| 2021  | Muhammad Abdurrahman  | Jamalidin Novardianto | Selamat Juangga      |
| 2022  | Aiman Cahyadi         | Odie Setiawan         | Muhammad Abdurrahman |
| 2023  | Terry Yudha Kusuma    | Aiman Cahyadi         | Abdul Gani           |
| 2024  | Terry Yudha Kusuma    | Bernard Van Aert      | Muhammad Andy Royan  |
| 2025  | Muhammad Abdurrahman  | Muhammad Syelhan      | Muhammad Andy Royan  |

Multi-titrés
- 2 : Terry Yudha Kusuma

### Podiums du contre-la-montre
| Année | Vainqueur                | Deuxième                 | Troisième           |
| ----- | ------------------------ | ------------------------ | ------------------- |
| 2018  | Dealton Nur Arif Prayogo | Odie Setiawan            | Fatahillah Abdullah |
| 2019  | Aiman Cahyadi            | Dealton Nur Arif Prayogo | Robin Manullang     |
| 2020  | Pas organisé             | Pas organisé             | Pas organisé        |
| 2021  | Odie Setiawan            | Muhammad Abdurrahman     | Jamal Hibatullah    |
| 2022  | Muhammad Abdurrahman     | Dealton Nur Arif Prayogo | Aiman Cahyadi       |
| 2023  | Aiman Cahyadi            | Muhammad Abdurrahman     | Bernard Van Aert    |
| 2024  | Aiman Cahyadi            | Muhammad Andy Royan      | Astnan Maulana      |
| 2025  | Muhammad Syelhan         | Muhammad Abdurrahman     | Muhammad Maulidan   |

Multi-titrés
- 2 : Aiman Cahyadi

### Podiums de la course en ligne espoirs
| Année | Vainqueur       | Deuxième         | Troisième        |
| ----- | --------------- | ---------------- | ---------------- |
| 2022  | Ahmad Firdaus   | Muhammad Ridwan  | Prasetyo Firdaus |
| 2024  | Akhmad Fahreza  | Muhammad Hafizh  | Feri Saputra     |
| 2025  | Muhammad Hafizh | Muhammad Syelhan | Naufal Faris     |

### Podiums du contre-la-montre espoirs
| Année | Vainqueur           | Deuxième         | Troisième           |
| ----- | ------------------- | ---------------- | ------------------- |
| 2021  | Prasetyo Firdaus    | Ahmad Firdaus    | Muhamad Herlangga   |
| 2022  | Prasetyo Firdaus    | Muhammad Ridwan  | Muhammad Andy Royan |
| 2023  | Muhammad Andy Royan | Astnan Maulana   | Daniel Purwanto     |
| 2024  | Muhammad Andy Royan | Astnan Maulana   | Ilham Hefnar        |
| 2025  | Muhammad Hafizh     | Muhammad Syelhan | Naufal Faris        |

Multi-titrés
- 2 : Muhammad Andy Royan, Prasetyo Firdaus

### Podiums de la course en ligne juniors
| Année | Vainqueur                | Deuxième                    | Troisième          |
| ----- | ------------------------ | --------------------------- | ------------------ |
| 2018  | Angga Dwi Wahyu Prahesta | Nur Majid Aditya Rahman     | Batista Arfan Omar |
| 2019  | Dika Alif Dhentaka       | Angga Dwi Wahyu Prahesta    | Muhammad Ifan      |
| 2020  | Pas organisé             | Pas organisé                | Pas organisé       |
| 2021  | Januar Alki              | Astnan Maulana              | Feri Yudoyono      |
| 2022  | Muhammad Syelhan         | Feri Yudoyono               | Astnan Maulana     |
| 2023  | ?                        | ?                           | ?                  |
| 2024  | Awang Prana Pradipta     | Raffy Akbar Harlim Ramadhan | Aditya Suryadi     |
| 2025  | Vinsya Ramadhana         | Deska Raya Adya             | Aditya Suryadi     |

### Podiums du contre-la-montre juniors
| Année | Vainqueur            | Deuxième           | Troisième               |
| ----- | -------------------- | ------------------ | ----------------------- |
| 2018  | Shafrifat Nandamulya | Kevin Dani Maulana | Aziz Prasetio           |
| 2019  | Daniel Purwanto      | Barley Nugroho     | Dika Alif Dhentaka      |
| 2020  | Pas organisé         | Pas organisé       | Pas organisé            |
| 2021  | Astnan Maulana       | Januar Alki        | Syarif Hidayatullah     |
| 2022  | Muhammad Syelhan     | Astnan Maulana     | Naufal Faris            |
| 2023  | Muhammad Syelhan     | Rajasha Khamadev   | Muhammad Aflah          |
| 2024  | Dendra Aditama       | Arkana Galih       | Muhammad Latiful Habibi |
| 2025  | Raditia Etto         | Aditya Suryadi     | Yudha Wira Tama         |

Multi-titrés
- 2 : Muhammad Syelhan

## Femmes

### Podiums de la course en ligne
| Année | Vainqueur              | Deuxième                    | Troisième             |
| ----- | ---------------------- | --------------------------- | --------------------- |
| 2008  | Santia Tri Kusuma      | Haryati                     | Nurhayati Supardi     |
| 2013  | Yanthi Fuchiyanti      | Fitriyani Fitriyani         | Riska Agustin         |
| 2014  | Ayustina Delia Priatna | Wilhelmina Tutuarima        | Sri Rejeki            |
| 2018  | Yanthi Fuchiyanti      | Rachana Azizah              | Magh Firotika Marenda |
| 2019  | Ayustina Delia Priatna | Nanda Eka Rosita            | Gita Widya Yunika     |
| 2020  | Pas organisé           | Pas organisé                | Pas organisé          |
| 2021  | Crismonita Dwi Putri   | Selvi Soegianto             | Gisza Gabriella       |
| 2022  | Ayustina Delia Priatna | Liontin Evangelina Setiawan | Gita Widya Yunika     |
| 2024  | Ayustina Delia Priatna | Magh Firotika Marenda       | Sayu Bella Sukma Dewi |

Multi-titrées
- 4 : Ayustina Delia Priatna
- 2 : Yanthi Fuchiyanti

### Podiums du contre-la-montre
| Année | Vainqueur                   | Deuxième                    | Troisième              |
| ----- | --------------------------- | --------------------------- | ---------------------- |
| 2018  | Yanthi Fuchiyanti           | Rachana Azizah              | Magh Firotika Marenda  |
| 2019  | Ayustina Delia Priatna      | Liontin Evangelina Setiawan | Indah Deviana          |
| 2020  | Pas organisé                | Pas organisé                | Pas organisé           |
| 2021  | Arfiana Khairunnisa         | Gisza Gabriella             | Selvi Soegianto        |
| 2022  | Liontin Evangelina Setiawan | Ayustina Delia Priatna      | Arfiana Khairunnisa    |
| 2024  | Dewika Mulya Sova           | Magh Firotika Marenda       | Ayustina Delia Priatna |
| 2025  | Ayustina Delia Priatna      | Sayu Bella Sukma Dewi       | Magh Firotika Marenda  |

Multi-titrées
- 2 : Ayustina Delia Priatna

### Podiums de la course en ligne espoirs
| Année | Vainqueur             | Deuxième                  | Troisième            |
| ----- | --------------------- | ------------------------- | -------------------- |
| 2024  | Dewika Mulya Sova     | Farrenty Putri            | Putri Sefia Ardianti |
| 2025  | Sayu Bella Sukma Dewi | Ida Ayu Manik Laksmi Dewi | Dewika Mulya Sova    |

Multi-titrées
- 4 : Ayustina Delia Priatna
- 2 : Yanthi Fuchiyanti

### Podiums du contre-la-montre espoirs
| Année | Vainqueur         | Deuxième                  | Troisième                   |
| ----- | ----------------- | ------------------------- | --------------------------- |
| 2021  | Gita Widya Yunika | Anatasya Priatna          | Liontin Evangelina Setiawan |
| 2022  | Dewika Mulya Sova | Chika Zerra               | Ananda Diva Saputri         |
| 2024  | Dewika Mulya Sova | Hadenova Majid Anp        | Cherlyn Novyta Sari         |
| 2025  | Sayu Bella        | Ida Ayu Manik Laksmi Dewi | Dewika Mulya Sova           |

Multi-titrées
- 2 : Dewika Mulya Sova

### Podiums de la course en ligne juniors
| Année | Vainqueur              | Deuxième                   | Troisième           |
| ----- | ---------------------- | -------------------------- | ------------------- |
| 2018  | Okky Lavida Wati       | Lidya Cheny Hemawati       |                     |
| 2019  | Anatasya Priatna       | Atika Wahyuni              | Putri Fenia Lestara |
| 2020  | Pas organisé           | Pas organisé               | Pas organisé        |
| 2021  | Hadenova Majid Anp     | Imelda Tabita              | Evrilia Syarnikova  |
| 2022  | Hadenova Majid Anp     | Stephanie Gabriella Wijaya | Melvia Pratista     |
| 2024  | Andini Putri Anastasya | Shafira Nur Azizah         | Salsa Zahra         |
| 2025  | Nihayatuzzain Asshofi  | Syahla Syafiah             | Shafa Al Zahra      |

Multi-titrées
- 2 : Hadenova Majid Anp

### Podiums du contre-la-montre juniors
| Année | Vainqueur         | Deuxième               | Troisième                  |
| ----- | ----------------- | ---------------------- | -------------------------- |
| 2018  | Okky Lavida Wati  | Gita Widya Yunika      | Nitha Shelomitha           |
| 2019  | Theola Kunawi     | Ananda Diva Saputri    | Kunti Indrajati            |
| 2020  | Pas organisé      | Pas organisé           | Pas organisé               |
| 2021  | Dewika Mulya Sova | Hadenova Majid Anp     | Triana Puspa Dewi          |
| 2022  | Melvia Pratista   | Eka Muliani            | Stephanie Gabriella Wijaya |
| 2024  | Salsa Zahra       | Andini Putri Anastasya | Shafira Nur Azizah         |
| 2025  | Shafa Al Zahra    | Nihayatuzzain Asshofi  | Syahla Syafiah             |